# The Entertainer (Joplin)
The Entertainer is een compositie van Scott Joplin uit 1902.

## Origineel
De subtitel luidt A rag time two step, dat terugvoert op een populaire dansvariant binnen de ragtime. Het verscheen op 29 december 1902 in druk bij John Stark & Son in Saint Louis, tegelijkertijd met A breeze from Alabama en Elite syncopations. Op het voorblad van de uitgave staat een karikatuur van een zwarte man in net pak. Het werk voor piano solo is opgedragen aan de verder onbekend gebleven 'James Brown and his mandoline club'. De link tussen het nummer en de mandoline werd gezien in de gelijkenis van geluid tussen de piano en het plukken en tremoleren op de mandoline, maar dan op de piano. Er is een versie bekend voor twee mandolines en een gitaar. Daarnaast wordt het ook veel gespeeld op een keyboard, waarbij het vaak vergezeld gaat van een ritme, wat het dansende element van het stuk goed doet uitkomen.
The entertainer heeft een themastructuur van intro-A-A-B-B-A-C-C-intro2-D-D. Het is geschreven in de toonsoort C-majeur, maar er wordt af en toe uitgeweken naar de subdominant F-majeur.

## Jaren 70
The Entertainer en andere muziek van Joplin kregen in 1970 een revival. Er verschenen twee albums onder de titel Scott Joplin: Piano Rags, die met name in de Verenigde Staten goed verkochten. Van deel 1 zouden uiteindelijk meer dan een miljoen exemplaren verkocht worden; een bestseller van het platenlabel Nonesuch. Uitvoerende John Rifkin was genomineerd voor een Grammy Award, maar zou naast de hoofdprijs grijpen.
De componist van filmmuziek Marvin Hamlisch gebruikte de muziek, arrangeerde en orkestreerde het nummer voor de film The Sting. Het verscheen daarbij op single en werd net als de film een succes. Hamlisch ontving de Academy Award for Best Original Score voor The entertainer. Hamlisch zette daarbij het voorbeeld neer, want in de navolgende jaren verschenen er versies van bijvoorbeeld Bert Kaempfert, Paul Mauriat en soortgelijke orkesten.

### Hitnotering
De single haalde de derde plaats in de Billboard Hot 100. In de Britse Single Top 50, sukkelde The enterainer wat voort. Ze stond dertien weken genoteerd, maar kwam niet hoger dan een 25e plaats.

#### Nederlandse Top 40
Het plaatje was twee weken achtereen alarmschijf.
| Positie: | 22 | 11 | 8 | 6 | 7 | 11 | 18 | 27 | 36 | 40 | uit |

#### NederlandseDaverende 30
| Positie: | 30 | 22 | 10 | 7 | 6 | 9 | 15 | uit |

#### BelgischeBRT Top 30
| Positie: | 21 | 26 | 27 | uit |

#### VlaamseUltratop 30
| Positie: | 27 | 22 | uit |

### NPO Radio 2 Top 2000
| Nummer met noteringen in de NPO Radio 2 Top 2000 | '99  | '00  |
| ------------------------------------------------ | ---- | ---- |
| The Entertainer                                  | 1928 | 1911 |

1. ↑  Een vetgedrukt getal geeft de hoogste notering aan.
2. ↑  Deze tabel is bijgewerkt tot en met de laatste editie (2024).

## Trivia
- The Entertainer wordt in Nederland veel gebruikt in reclamespotjes voor kattenvoer van Felix.
- De Duitse schlager Dicke Titten Kartoffelsalat is qua melodie deels afgeleid van The Entertainer.

- Biblioteca Nacional de España: XX2034635
- Bibliothèque nationale de France: cb13914065w (data)
- Gemeinsame Normdatei: 300565534
- Library of Congress Control Number: no97072587
- MusicBrainz work: 8833a765-686e-3d19-8e3b-b2ee1cc33cf8
- Nationale Bibliotheek van Israël: 987010649850905171
- Virtual International Authority File: 176005430